# L'Espaud
L'Espaud (en francès Lépaud) és una comuna (municipi) de França, a la regió de la Nova Aquitània, departament de la Cruesa.
La seva població al cens de 1999 era de 342 habitants. Està integrada a la Communauté de communes d'Évaux-les-Bains et de Chambon-sud-Voueize.

## Demografia
| 1968 | 1975 | 1982 | 1990 | 1999 |
| ---- | ---- | ---- | ---- | ---- |
| 459  | 427  | 368  | 344  | 342  |

## Administració
| Període | Identitat        | Partit |
| ------- | ---------------- | ------ |
| 2001-   | Maurice Jolicard |        |